# ذا سيمبل لايف
ذا سيمبل لايف (بالإنجليزية: The Simple Life)‏ هو مسلسل تلفزيون واقع أمريكي عرض في الفترة من 2 ديسمبر 2003 حتى 5 أغسطس 2007. يدور المسلسل حول شخصيتين من الأثرياء هم باريس هيلتون ونيكول ريتشي حيث يكافحان للقيام بوظائف ذات دخل منخفض مثل تنظيف الغرف، العمل في مزرعة وتقديم وجبات الطعام في طاعم الوجبات السريعة.

## روابط خارجية
ذا سيمبل لايف على موقع IMDb (الإنجليزية)
- ذا سيمبل لايف على موقع ميتاكريتيك (الإنجليزية)
- ذا سيمبل لايف على موقع كينوبويسك (الروسية)
- ذا سيمبل لايف على موقع قاعدة بيانات الفيلم (الإنجليزية)